# 수판부리주
수판부리주(태국어: สุพรรณบุรี)는 태국 중부에 있는 주(창왓)의 하나이다. 이웃한 주는 북쪽부터 시계 방향으로 우타이타니 주, 차이낫 주, 싱부리 주, 앙통 주, 아유타야 주, 나콘빠톰 주와 깐차나부리 주이다.

## 어원
수판은 산스크리트어 수바마(सुवर्ण)에서 온 것으로 '금'을 의미하고 부리는 산스크리트어 푸리(पुरी)에서 온 것으로 '도시'를 의미한다. 그래서 주의 이름은 '금의 도시'를 의미한다.

## 지리
주의 지세는 대개 강의 낮은 평야이고 북쪽과 서쪽으로 작은 산맥이 있다. 친 강의 저지가 있는 남동부는 벼농사 지대이다.

## 역사
수판부리는 아주 오래된 불교의 기록에 언급된 전설 속의 수바나부미의 장소로 추정된다. 그러나 최초로 확인되는 역사상의 취락은 드바라바띠 시대의 므앙 타와라와디 시 수판나푸미라는 도시이다. 도시는 877~882년경에 설립되었다. 이후 우통이 아유타야 왕조를 세우기 전까지 이곳에 머물렀기 때문에 우통으로 불렸다. 쿤루앙파응우아 왕에 의해 현재의 이름으로 바뀌었다. 수판부리는 중요한 국경 도시로, 이웃한 버마와 몇 차례의 전투가 벌어진 장소이다.

## 행정 구역
수판부리에는 10개의 암프(군)와 더 세부 행정구역인 110개의 땀본 그리고 977개의 무반 (행정 구역)이 있다.
| 1. 므앙수판부리군 2. 듬방낭부앗군 3. 단창군 4. 방쁠라마군 5. 시쁘라찬군 | 1. 돈체디군 2. 송피농군 3. 삼축군 4. 우통군 5. 농야사이군 |